# Komtoèga (departamento)
Komtoèga é um departamento ou comuna da província de Boulgou no Burkina Faso. A sua capital é a cidade de Komtoèga.
Em 1 de julho de 2018 tinha uma população estimada em 29611 habitantes.